# Прапор Куликова
Пра́пор Куликова — символ селища Куликів Львівської області. Затверджений 26 березня 1999 року рішенням сесії селищної ради.
Автор — А. Гречило.

## Опис прапора
Квадратне полотнище, із верхнього краю та вид древка на відстані в 1/3 сторони прапора проходять лінії, які розділяють його на чотири поля, у верхньому від древка синьому — жовтий лапчастий хрест, у нижньому з вільного краю зеленому — жовтий кулик, два інші поля — жовті.

## Зміст
Кулик є асоціативним символом, який указує на назву містечка. Хрест використовувався на гербі Куликова ще в ХVІІ ст. Зелене поле характеризує лісисту місцевість, серед якої виникло поселення.